# 凌風丸 (佐賀藩)
凌風丸（りょうふうまる）は、幕末に佐賀藩が建造した蒸気船。日本で建造された最初の実用蒸気船である。
開明的な藩主の鍋島直正の下で西洋軍事技術の導入に熱心だった佐賀藩は、早くから近代海軍の整備にも取り組み、オランダに蒸気軍艦「電流丸」を発注するなどしていた。西洋式艦船の国産化も試み、黒船来航翌年の1854年11月（安政元年9月頃）には蒸気船の国産を目指す方針を決定、1858年（安政5年）には長崎海軍伝習所でカッター型帆船「晨風丸」を竣工させている。蒸気機関についても、「電流丸」の交換用のボイラーや幕府船用のボイラーの製造経験を積んだ。そして、1863年4月（文久3年3月）、佐野常民や中牟田倉之助らを責任者として、ついに蒸気船の起工に至った。佐賀藩の軍港である三重津海軍所で建造は進められ、からくり儀右衛門として知られた田中久重父子らにより1865年（慶応元年）に竣工、「凌風丸」と命名された。
「凌風丸」の要目は全長60尺（18.2m）・幅11尺（3.3m）、蒸気機関は10馬力で、推進方式は外輪船だった。船体は木造で、外板などはクスノキ材、甲板は松材が使われ、船底は汚れを防ぐために銅板被覆されていた。
こうして竣工した「凌風丸」は、日本で最初の実用級蒸気船であると言われる。より古い国産蒸気船として薩摩藩の「雲行丸」が1855年（安政2年）に竣工しているが、小型で船体も和洋折衷の実験的な船で、ボイラーの蒸気漏れがひどく機関の完成度も低かった。また、幕府も「先登丸」という蒸気船を建造しているものの、詳細が不明で、どの程度の実用性があったのかもわかっていない。同じく幕府が建造した蒸気軍艦「千代田形」は、起工は1862年（文久2年）で本船よりも先行していたが、竣工は後になっている。なお、「千代田形」の蒸気機関用のボイラーも佐賀藩が受託製造したものだった。
就役後、1865年3月29日（慶応元年3月1日）には、藩主が乗船して諫早湾の航海を行っている。その後も有明海での要人輸送などに使用された。1870年6月（明治3年5月）、有明海の竹崎鼻付近で座礁して廃船となり、外国人に売却された。